# Mīm
Mīm (م) – dwudziesta czwarta litera alfabetu arabskiego. Używana jest do oznaczenia dźwięku [m], tj. spółgłoski nosowej dwuwargowej dźwięcznej. Pochodzi od fenickiej litery mem.
W języku polskim litera mīm jest transkrybowana za pomocą litery M.
W arabskim systemie liczbowym literze mīm odpowiada liczba 40.

## Postacie litery
| Postać: | izolowana | końcowa | środkowa | początkowa |
| ------- | --------- | ------- | -------- | ---------- |
| Wygląd: | م‬         | ـم‬      | ـمـ‬      | مـ‬         |

## Kodowanie
| Znak                   | م                  | م                  |
| ---------------------- | ------------------ | ------------------ |
| Nazwa w Unikodzie      | Arabic Letter Meem | Arabic Letter Meem |
| Kodowanie              | dziesiątkowo       | szesnastkowo       |
| Unicode                | 1605               | U+0645             |
| UTF-8                  | 217 133            | d9 85              |
| Odwołania znakowe SGML | &#1605;            | &#x0645;           |